# Ptochophyle togata
Ptochophyle togata là một loài bướm đêm trong họ Geometridae.